# Shorty Rogers
Shorty Rogers rodným jménem Milton Rajonsky (14. dubna 1924 Great Barrington, Massachusetts, USA – 7. listopadu 1994 Van Nuys, Kalifornie, USA) byl americký jazzový trumpetista a aranžér. V letech 1947–1949 hrál u Woodyho Hermana a později u Stana Kentona. Během padesátých let pak mimo vlastních alb spolupracoval například s Artem Pepperem, Jimmy Giuffrem a Shelly Mannem. Vydal několik alb pod svým jménem například pro Atlantic Records a Bluebird Records a byl aranžérem alba Righteous kytaristy Harveye Mandela z roku 1969.